# Cinderella at 2 AM
Cinderella at 2 AM (en hangul, 새벽 2시의 신데렐라; McCune-Reischauer, Saebyŏng 2shiŭi shinderella) es una serie de televisión surcoreana escrita por Oh Eun-ji, codirigida por Seo Min-jung y Bae Hee-young, y protagonizada por Shin Hyun-bin, Moon Sang-min, Yoon Park y Park So-jin. Está basada en la homónima novela web de Aigome. Se estrenará en la plataforma Coupang Play el 24 de agosto de 2024, en horario de sábados y domingos a las 21:00 (hora local coreana). También se emitirá en el canal de pago Channel A los mismos días con un retardo de veinte minutos, y estará disponible asimismo en las plataformas Viu y Viki para algunos países del mundo.

## Sinopsis
Cinderella at 2 AM es una comedia dramática romántica que cuenta la historia de una mujer realista que cree que no existe Cenicienta en la vida real, y de un hombre romántico que cree que cuando se trata de amor las condiciones y las diferencias que pueda haber entre dos personas que se aman no son importantes .

## Reparto

### Principal
- Shin Hyun-bin como Ha Yoon-seo, gerente del equipo de mercadeo en una compañía de tarjetas de crédito, que nunca pierde la confianza en ningún lugar y en ningún momento gracias a su habilidad. Es guapa, tiene buena personalidad, es buena en su trabajo, gana mucho dinero y es perfecta en todos los sentidos, pero no es capaz de tener citas. Su realismo la lleva a pensar que el de Cenicienta es solo un cuento. Después de enterarse de que su novio proviene de una familia acaudalada, acepta fácilmente el sobre con dinero que le da la madre de él a cambio de romper la relación.[5][6][7]
- Moon Sang-min como Seo Joo-won, un nuevo empleado del equipo de Yoon-seo que no solo es guapo y está físicamente en forma, sino que también es rico y tiene una personalidad amable. En realidad, es un chaebol de tercera generación, heredero del Grupo AL. En amor, cree que mientras lo sea de verdad, las condiciones y diferencias no importan.[8][9]
- Yoon Park como Seo Si-won, el primogénito y próximo presidente del Grupo AL, que aunque está enamorado termina por aceptar un matrimonio arreglado por su familia y mantiene una vida matrimonial incómoda con su esposa Mi-jin.[10][11][12]
- Park So-jin como Lee Mi-jin, una influyente y atractiva chaebol, a la que le gusta mostrar su vida diaria en las redes sociales es directora ejecutiva de los grandes almacenes CM; para consolidar su posición dentro de la corporación, opta por un matrimonio político con el heredero del Grupo AL, Si-won.[12][13]

### Secundario
- Lee Kyu-sung como Bae Jang-hee, apodado 'Subdirector de Grasshopper', un personaje encantador que no se puede odiar.[14]
- Hong Bi-ra como Kim I-rae.
- Kim Tae-jung como Ha Ji-seok.
- Jin Hee-kyung como Kim Seon-ju.
- Kim Kyu-nam como No-Yeong.
- Jeong Ji-soon como Lee Jae-ha.

## Producción
Cinderella at 2 AM está basada en la homónima novela web de Aigome, publicada en 2013 y convertida también en webtoon, y coproducida por Imaginus y Studio Aljja. Seo Min-jung, codirector, también lo fue de la comedia romántica de ENA Bo-ra! Deborah en 2023. Como ayuda a la producción, Imaginus recibió en 2023 3000 millones de wones del Ministerio de Cultura, Deportes y Turismo y la Agencia de Contenidos Creativos de Corea en el ámbito del Proyecto de apoyo a la producción de contenidos especializados del Servicio de vídeo en línea (OTT), en el que otras cuatro producciones se beneficiaron también de la misma cantidad. El coste de producción de un solo episodio en una serie de éxito puede alcanzar ese importe.
El 25 de agosto de 2023 la prensa especializada publicó los nombres de los dos protagonistas. Para Shin Hyun-bin se trata de su primera comedia romántica. En enero de 2024 se publicó que la serie sería emitida por JTBC. Sin embargo, el 28 de marzo de 2024 Coupang Play anunció el lanzamiento de la serie para la segunda mitad del año, y confirmó los nombres de los protagonistas Shin Hyun-bin y Moon Sang-min. El 4 de julio precisó la fecha de lanzamiento: el 24 de agosto, así como el horario de emisión.
El cambio de canal de la serie se atribuyó a las dificultades por las que atraviesa la industria del espectáculo surcoreana, que ha visto cómo desde 2022 se va reduciendo el número de producciones emitidas tanto en canales de televisión como en plataformas de vídeo en línea: 141 en 2022, 123 en 2023, y una previsión de alrededor de 100 en 2024. Tras la decisión de JTBC de cancelarla, apremiada por los mediocres resultados de sus series más recientes, la productora Imaginus logró que Channel A le hiciera hueco en su parrilla. Deberá afrontar un tipo de público distinto del de JTBC, formado por espectadores de mediana edad o mayores, por lo que existe la preocupación de que una comedia romántica consiga buenos índices de audiencia. Tampoco es de buen auspicio que los últimos trabajos tanto de Shin Hyun-bin como de Moon Sang-min no hayan gozado de una buena acogida. Y, por último, muchos espectadores están prevenidos porque no consideran que formen una buena pareja, y subrayan los catorce años de edad que hay entre una y otro, aunque hay otros que consideran este último un elemento intrigante.
Sobre este tema de la diferencia de edad se pronunció un representante de la producción, que declaró que «al elegir a los dos, no consideramos la diferencia de edad en absoluto, y los elegimos porque sus imágenes coincidían muy bien. Cuando los vimos en el set, quedamos aún más satisfechos». Pero para muchos espectadores puede que no exista la química adecuada entre ambos, elemento fundamental en este género, y más aún si se considera que la trama central carece por completo de novedad. Una posible explicación ante el aumento de comedias románticas donde la diferencia de edad entre los protagonistas es significativa es que en ellas es importante la frescura, por lo que se buscan caras nuevas, pero al mismo tiempo se intenta minimizar el riesgo de fracaso de público si ambos actores son poco conocidos, así que se busca complementar al novato con un actor más experto.
El 31 de julio de 2024 Coupang Play lanzó un cartel de avance que evoca el cuento de Cenicienta con la imagen de un zapato de cristal. El 2 de agosto publicó el primer cartel y un avance de la serie. El 9 de agosto distribuyó algunos fotogramas de la serie. El 16 lanzó el segundo cartel de la serie, donde aparecen los dos protagonistas.

### Banda sonora original
La producción de la banda sonora de la serie ha corrido a cargo de Studio Maum C, que ha anunciado los nombres de algunos de los artistas presentes en ella: Vincent Blue, Sam Kim, Ha Hyun-sang, Yeonjun, RIWOO (de DASUTT), Kim Hee-won y EJel.

## Audiencia
| Episodio | Fecha de emisión         | Índices de audiencia (Nielsen Korea) |
| --- | ------------------------ | ------------------------------------ |
| 1 | 24 de agosto de 2024     | 0,628 % (35.ª)                       |
| 2 | 25 de agosto de 2024     | 0,8 %                                |
| 3 | 31 de agosto de 2024     | 0,4 %                                |
| 4 | 1 de septiembre de 2024  | 0,5 %                                |
| 5 | 7 de septiembre de 2024  | 0,4 %                                |
| 6 | 8 de septiembre de 2024  | 0,5 %                                |
| 7 | 14 de septiembre de 2024 | 0,4 %                                |
| 8 | 15 de septiembre de 2024 | 0,3 %                                |
| 9 | 21 de septiembre de 2024 | 0,3 %                                |
| 10 | 22 de septiembre de 2024 | 0,6 %                                |
| Promedio | Promedio                 | 0,48 %                               |
| - En la tabla superior, los números azules representan las calificaciones más bajas y los números rojos representan las más altas. - Esta serie se transmite en un canal de cable/televisión de pago, que normalmente tiene una audiencia menor respecto a las emisoras de televisión públicas/gratuitas (KBS, SBS, MBC y EBS). |                          |                                      |